# Poblat talaiòtic de Sa Torreta
L'origen de l'assentament i poblat talaiòtic de Sa Torreta es pot situar ja en el bronze inicial (1600 aC) i va ser ocupat fins a la romanització de Menorca i reocupat en època medieval islàmica. Del poblat actualment se'n conserva el talaiot (la tipologia pot correspondre a la categoria de talaiots en rampa), el recinte o santuari de Taula i diferents cases. Les excavacions arqueològiques realitzades han descobert la base d'una naveta d'enterrament, construïda amb tècnica de construcció ciclòpia, i restes de cases talaiòtiques. El jaciment arqueològic va resultar afectat per la construcció, ja en el segle xv, de les cases de lloc i de la torre de defensa que es van situar dins de la zona monumental. És declarat Bé d'Interès Cultural.

## El talaiot

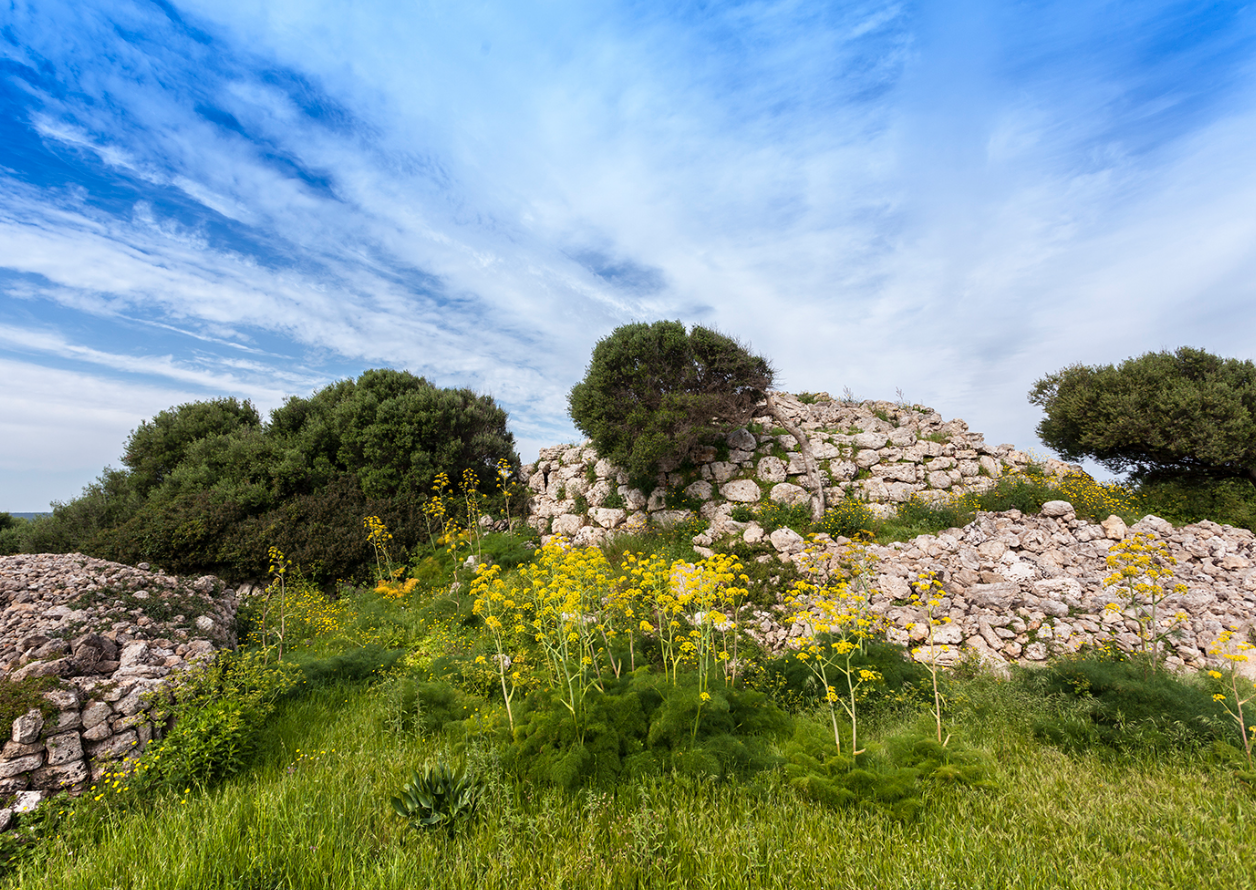
Talaiot de Sa Torreta

El talaiot és de planta lleugerament oval i de possible perfil escalonat, ja que per la seva fisonomia sembla tenir dos cossos escalonats, encara que no cal descartar que realment n'observem els diferents paraments o folres interiors, característics de la tècnica constructiva dels talaiots. És possible que en el cim hi hagués, originalment, algun tipus d'habitacle o cambra superior.
Dimensions: diàmetre 20,90 m

## La taula

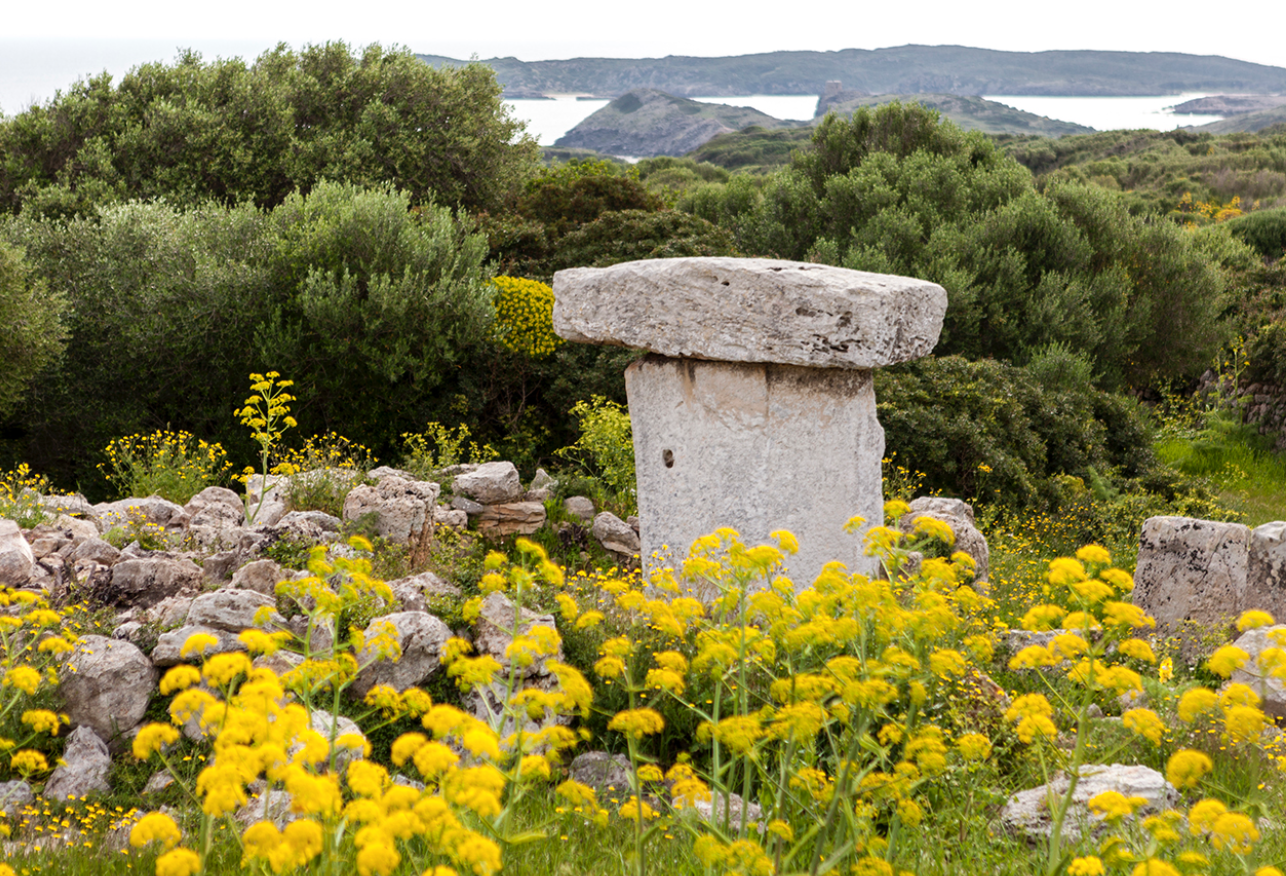
Taula de Sa Torreta

La pedra suport i el capitell de la taula conserven una motllura a la cara posterior. La planta del santuari té forma de ferradura i la façana és recta i està orientada cap al sud. La part de l'absis està lleugerament derruïda. El portal d'entrada té el llindar elevat. S'accedeix a l'interior descendint per tres escalons. Margaret Murray i un equip de la Universitat de Cambridge van excavar aquest recinte l'any 1932. Aquests treballs arqueològics van permetre obtenir les primeres dades científiques sobre l'ús, funció i cronologia dels santuaris de taula. Es va poder documentar que, a la dreta del recinte de taula, es concentraven moltes cendres i carbons, cosa que evidenciava l'existència d'una foguera. També es van documentar els aixovars ceràmics que es van emprar en els ritus duts a terme a l'interior d'aquest santuari i que estaven formats, principalment, per ceràmica prehistòrica de Menorca del talaiòtic final o període posttalaiòtic, ceràmica púnica d'Eivissa, així com fragments d'una figura de terracota que representava una possible divinitat femenina.
Dimensions del recinte del santuari de taula: amplària 10,80 m; llargària 9,20 m 
Mides de la taula: alçària pedra suport 3,70 (visible); amplària pedra suport: 1,90 m; gruix pedra suport 0,42 m; longitud pedra capitell 2,80 m; amplària pedra capitell 1,16 m; gruix pedra capitell 0,72 m.

## Les cases talaiòtiques
M. Murray també va excavar una sèrie d'espais al sud del recinte de taula que va considerar galeries i que l'arqueòleg Lluís Plantalamor en la seva revisió arquitectònica va classificar com a restes de quatre cases talaiòtiques o cercle d'habitació posttalaiòtic. Cap pot contemplar-se en el seu estat complet, sinó que les restes corresponen a habitacles.

## La naveta
A uns metres a l'est del poblat talaiòtic s'hi troba una naveta funerària que fou descoberta per Joan Flaquer a inicis dels anys 1930 i que després M. Murray excavà. Té planta en forma de ferradura allargada i es troba conservada només a nivell de fonaments i d'una sola filada de pedres. Durant l'excavació de Murray aparegueren algunes restes humanes, ceràmica prehistòrica de Menorca i algunes peces de bronze.
Dimensions: llargària interior 5,70 m; amplada interior 1,83 m

## Intervencions arqueològiques
Margaret Murray va dirigir les excavacions que el 1932 es van dur a terme al recinte de taula, en les construccions adjacents i en la protonaveta.

## Període cronològic
- Bronze Inicial (1600 aC)
- Bronze Mitjà
- Talaiòtic (Ferro)